# 新曲EXPRESS!!
「新曲EXPRESS!!」(しんきょくエクスプレス)はRFラジオ日本で放送される、新譜情報番組。前番組はあの時キミは。
幾つかの枠を経て2009年1月からは毎週土曜日27:30～28:00に放送されている。パーソナリティは唐澤百合。

2008年12月までは毎週水曜日の24:00～24:30にも放送されていたが、2009年の冬改編で「キューティー☆パラダイス」が入った為終了した。

## 放送内容
番組タイトルにあるとおり、新曲をオンエアしていく。ただし、J-POPの類であるものが中心である為、洋楽は一切オンエアがない。また、アニソンや演歌の類は時たま放送されるくらい(アニソンに関してはJ-POPアーティストが歌うものは多く放送されるが声優物はほとんど皆無。演歌は2本続けて放送)。
- 27:30　オープニング～新譜曲の放送・前半
- 27:40　EXPRESS RECOMMEND

番組の核となる時間。番組オススメの新アルバム等を紹介する。最終週は「インディーズ・レコメンド」として、インディーズシーンで活躍する人々の曲を放送する。
- 27:46　新譜曲の放送・後半

前の枠が特別版などで拡大された場合、ここがカットされる。
- 27:54　エンディング